# Luis de la Lastra y Cuesta
Pour les articles homonymes, voir Lastra.
Luis de la Lastra y Cuesta (né le 1er décembre 1803 à Cubas en Cantabrie, et mort le 5 mai 1876 à Séville) est un cardinal espagnol du XIXe siècle. 

## Biographie
Lastra est notamment chanoine et vicaire général de l'archidiocèse de Valence. Il est élu évêque d'Ourense en 1852 et promu à l'archiodiocèse de Valladolid en 1857 puis de Séville en 1863. Lastra participe au concile de Vatican I en 1869-1870. Le pape Pie IX le crée cardinal lors du consistoire du 16 mars 1863.

## Sources
- Fiche  sur le site fiu.edu